# قورباغه شبح
قورباغه شبح (نام علمی: Heleophrynidae) نام یک تیره از زیرراسته نوغوکان است.